# Варнас, Адомас
Адо́мас Ва́рнас (лит. Adomas Varnas, 1 января  (или 2 января  ) 1879, Йонишкис — 19 июля 1979, Чикаго) — литовский художник живописец, график, фотограф, собиратель образцов народного искусства и его популяризатор, педагог, сценограф.

## Биография
Учился в Ковенской духовной семинарии (1896—1900). В 1899—1902 годах (по другим сведениям, в 1901—1903 годах) учился в Санкт-Петербурге в Центральном училище технического рисования барона Штиглица и школе императорского Общества поощрения художеств.
В 1903—1905 годах (или в 1903—1906 годах) учился в Академии искусств в Кракове, затем в Женевской школе изящных искусств (1905—1907). Завершив обучение, в 1908 году отправился в Сицилию, где писал горные пейзажи. Участвовал в первых выставках Литовского художественного общества в Вильно (1908—1914).

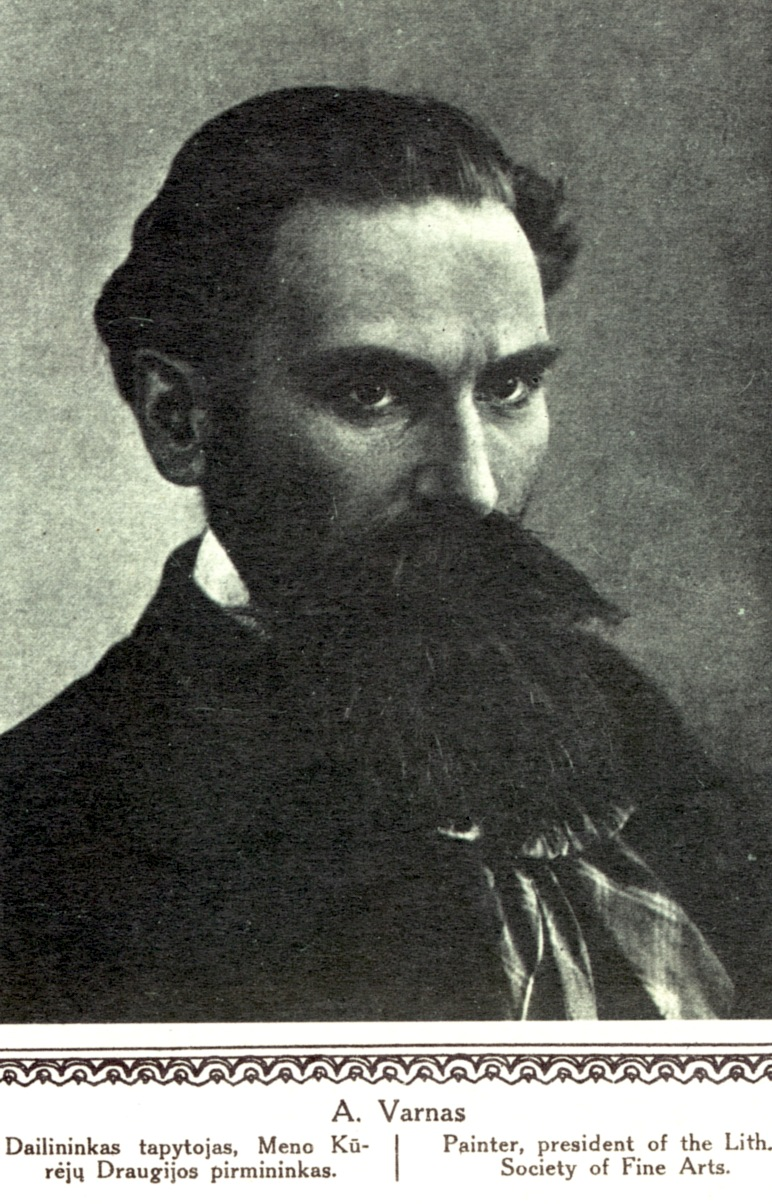
Адомас Варнас (Lietuvos albumas, 1921)

В 1909 году вернулся в Литву. С 1910 года жил в Закопане. В 1913 году обосновался в Вильно. Во время войны в 1917—1918 годах преподавал в Воронеже.
В 1919 году вернулся в Вильно, преподавал в литовской гимназии Витовта Великого. Затем уехал в Каунас. В Каунасе вместе с другими художниками, артистами, писателями основал Литовское общество создателей искусства (Lietuvių meno kūrėjų draugija), был его председателем (1920—1922). В 1921—1926 годах собирал образцы народного искусства, фотографировал деревянные кресты. В 1926 году выпустил альбом, посвящённый литовским крестам.
В 1923—1939 годах преподавал в Каунасской художественной школе (преподавал рисунок, руководил студией живописи). В 1941 году переселился в Вильнюс и преподавал в Государственном художественном институте.
В 1944 году эмигрировал в Германию, жил в Равенсбурге. В 1949 году перебрался в США, обосновался в Чикаго. Активно участвовал в деятельности литовской общины. Стал одним из основателей галереи имени М. К. Чюрлёниса в Чикаго. Был почётным председателем Литовского союза художников, почётным членом Союза инженеров и архитекторов американских литовцев, почётным членом Общества филателистов американских литовцев.
Скончался в Чикаго 19 июля 1979 года.

## Творчество

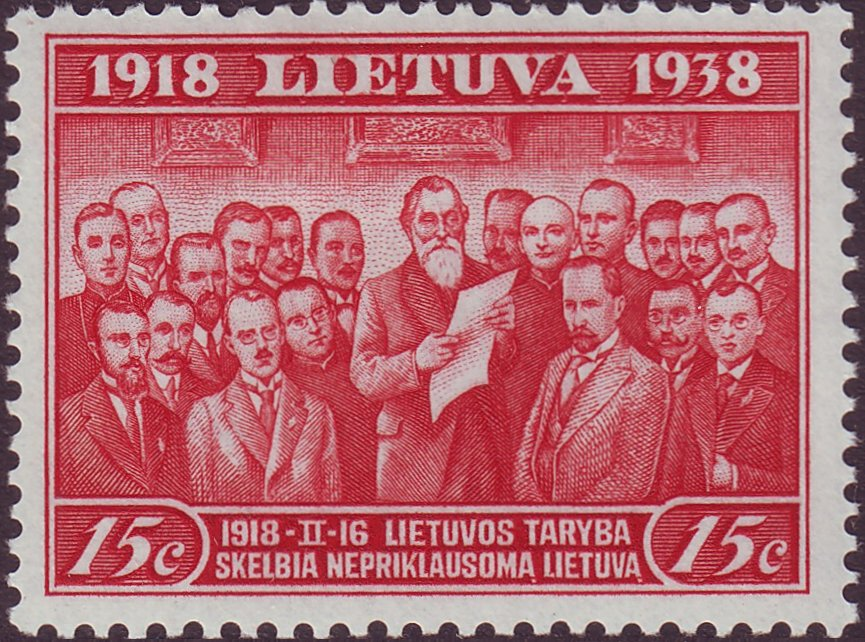
Марка почты Литвы (1938) к 20-летию Независимости

С 1908 года участвовал в первых выставках Литовского художественного общества в Вильно. Персональные выставки состоялось в Закопане (1912), Познани (1913), Клайпеде (1926), Каунасе (1927, 1938), Йонишкисе (1938), Равенсбурге (1948), Чикаго (1955, 1959).
В 1922 году опубликовал сборник карикатур «На насесте политики». Написал около 1280 картин маслом, из них 170 портретов (среди них портрет Йонаса Басанавичюса, 1914), 1090 пейзажей; автор около 470 графических работ. Создал декорации для оперы Микаса Петраускаса «Бируте». Проектировал игральные карты, открытки, почтовые марки, банкноты; иллюстрировал книги.
Произведения художника хранятся в Литовском художественном музее, Национальном художественном музее М. К. Чюрлёниса, Литовском музее театра, музыки и кино, в Музее литовского искусства в Лемонте (юго-западный пригород Чикаго).